# Ничеј (Савона)
Ничеј је насеље у Италији у округу Савона, региону Лигурија.
Према процени из 2011. у насељу је живело 14 становника. Насеље се налази на надморској висини од 431 м.